# Danbury (Iowa)
Danbury es una ciudad situada en el condado de Woodbury, en el estado de Iowa, Estados Unidos. Según el censo de 2010 tenía una población de 348 habitantes.

## Geografía
Según la Oficina del Censo de los Estados Unidos, la localidad tiene un área total de 1,05 km², la totalidad de los cuales 1,05 km² corresponden a tierra firme.

## Demografía
Según el censo de 2010, había 348 personas residiendo en la localidad. La densidad de población era de 331,43 hab./km². Había 185 viviendas con una densidad media de 176,19 viviendas/km². El 97,7% de los habitantes eran blancos, el 1,72% amerindios, el 0,29% asiáticos y el 0,29% pertenecía a dos o más razas. 